# Njesuthi
Njesuthi är ett av de högsta bergen i Sydafrika (3 408 m) och är beläget i KwaZulu-Natal-provinsen på gränsen till Lesotho. Berget är en del av bergskedjan Drakensberg som har sina högsta berg inne i Lesotho. Högsta berget i Sydafrika Njesuthi är Mafadi (3 450 m, på gränsen mellan Sydafrika och Lesotho.